# Craspedia
Craspedia é um género botânico pertencente à família Asteraceae.